# Allium bisceptrum
Allium bisceptrum es una especie de planta bulbosa del género Allium, perteneciente a la familia de las amarilidáceas, del orden de las Asparagales. Se distribuye por Estados Unidos.

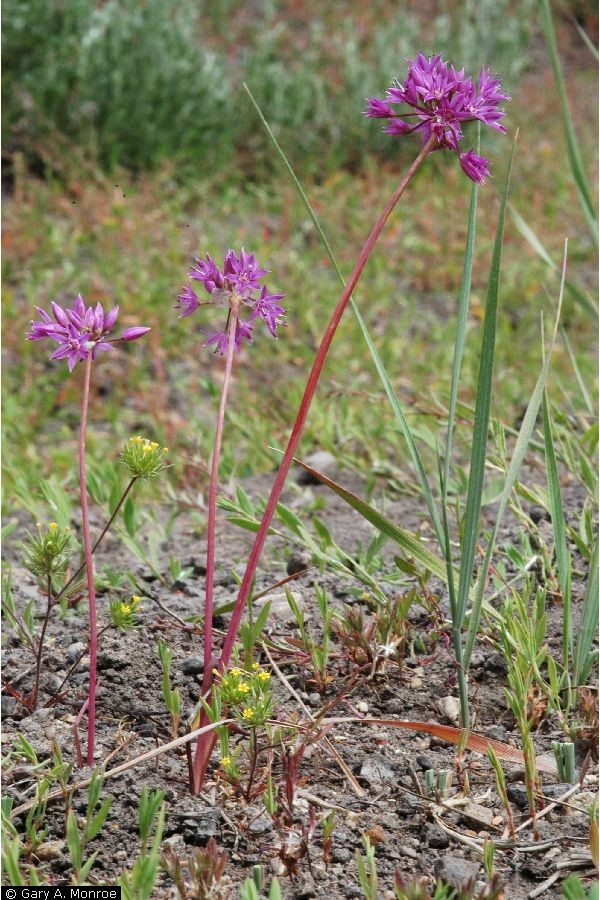
Vista de la planta

## Descripción botánica
Es una planta perenne que se encuentra en altitudes que van desde los 2000 hasta los 2900 metros. Alcanzan un tamaño de entre diez y cuarenta centímetros de altura. Los bulbos son redondos y con forma de huevo. Las bulbos tienen un tinte claro y cuando se cortan, deprenden un fuerte olor. Sus cabezas florales son de unos 10-15 mm de longitud. Las flores tienen un color púrpura ligeramente teñido. Cada flor contiene generalmente seis pétalos con puntas. Sus hojas planas por lo general vienen en parejas de dos o tres y desprenden un fuerte olor cuando se rompen.

## Hábitat y ecología
Allium bisceptrum es una hierba perenne nativa de California y se limita al oeste de los Estados Unidos. Se encuentra en los bosques de pino amarillo, abeto rojo, Pinus contorta, y en los humedales ribereños en California. Crece cerca de los arroyos y praderas. También es probable que ocurra en los humedales.

## Taxonomía
Allium bisceptrum fue descrita por  S.Watson y publicado en United States Geological Expolration (sic) of the Fortieth Parallel. Vol. 5, Botany 351, pl. 37, f. 1–3, en el año 1871.
Etimología
Allium: nombre genérico muy antiguo. Las plantas de este género eran conocidos tanto por los romanos como por los griegos. Sin embargo, parece que el término tiene un origen celta y significa "quemar", en referencia al fuerte olor acre de la planta. Uno de los primeros en utilizar este nombre para fines botánicos fue el naturalista francés Joseph Pitton de Tournefort (1656-1708).
bisceptrum: epíteto latino que significa "doble".
Sinonimia
- Allium bisceptrum var. palmeri (S.Watson) Cronquist
- Allium bisceptrum var. utahense M.E.Jones
- Allium palmeri S.Watson[5]